# تود اندروز
تود اندروز (بالإنجليزية: Tod Andrews) هو ممثل أمريكي، ولد في 10 نوفمبر 1914 بنيويورك في الولايات المتحدة، وتوفي في 7 نوفمبر 1972 ببيفرلي هيلز في الولايات المتحدة بسبب نوبة قلبية. من الجوائز التي نالها جائزة المسرح العالمي سنة 1949.

## جوائز
- جائزة المسرح العالمي (1949)

## وصلات خارجية
- تود اندروز على موقع IMDb (الإنجليزية)
- تود اندروز على موقع ألو سيني (الفرنسية)
- تود اندروز على موقع قاعدة بيانات برودواي على الإنترنت (الإنجليزية)
- تود اندروز على موقع قاعدة بيانات برودواي على الإنترنت (الإنجليزية)
- تود اندروز على موقع قاعدة بيانات الفيلم (الإنجليزية)